# Mithileswormauwahi
Mithileswormauwahi (nep. मिथिलेश्वर मौवाही) – gaun wikas samiti w środkowej części Nepalu w strefie Dźanakpur w dystrykcie Dhanusa. Według nepalskiego spisu powszechnego z 2011 roku liczył on 738 gospodarstw domowych i 3863 mieszkańców (1968 kobiet i 1895 mężczyzn).